# Speccafrons
Speccafrons là một chi ruồi trong họ Chloropidae.